# Arany (film, 2022)
Az Arany (eredeti cím: Gold) 2022-ben bemutatott ausztrál túlélő-thriller, amelyet Anthony Hayes rendezett. A főszerepet Zac Efron, Susie Porter és Anthony Hayes alakítja. A filmet 2022. január 13-án mutatták be korlátozott ideig a mozik, majd 2022. január 26-án debütált a Stan streaming szolgáltatáson. Általánosságban pozitív véleményeket kapott a kritikusoktól.

## Rövid történet
A nem túl távoli jövőben egy vándor a sivatagban utazva felfedezi a valaha talált legnagyobb aranyrögöt. Míg társa visszatérésére vár, meg kell védenie az aranyrögöt a zord időjárási körülményektől, a vad kutyáktól és a tolvajoktól.

## Cselekmény
Egy disztópikus közeljövőben a magányos utazó, Virgil megérkezik egy helyőrséghez, és kifizet egy Keith nevű helyi férfit, hogy vigye el őt a The Compound nevű építőipari területre. A barátságtalan sivatagon keresztül utazva végül mindketten felfedeznek egy hatalmas aranyrögöt a távoli területen. Miután egyszerű szerszámaikkal és teherautójukkal nem sikerül kiemelniük, Virgil beleegyezik abba, hogy az arannyal marad, míg Keith megpróbál markológépet szerezni. Virgil egyedül marad a sivatagban, kevés élelemmel, vízzel és rádiókapcsolattal, majd a paranoia miatt mind fizikailag, mind szellemileg romlani kezd. Egy lezuhant repülőgép darabjaiból menedéket készít magának a nap elől.
Miután napokig várja Keith visszatérését, Virgil találkozik egy idegen nővel, aki a közelben keresgél. Amikor a nő gyanút fog, Virgil megöli és eltemeti a holttestét. Egy nappal később a homokviharban Virgil megsebesül. Találkozik egy másik nővel, aki az állítása szerint az előző nő húga. Virgil rádión keresztül kapcsolatba lép Keith-szel, és tájékoztatja őt, hogy már a közelben van. A súlyosan megsérült Virgilt megtámadja és megöli egy falka vadkutya. Kiderül, hogy Keith a közelben figyel, és az ásatási felszereléssel várakozik. Amikor elindul az arany kiásására, Keith-t egy nyílvesszővel mellbe lövik.

## Szereplők
| Szerep               | Színész       | Magyar hang      |
| -------------------- | ------------- | ---------------- |
| Virgil               | Zac Efron     | Markovics Tamás  |
| Keith                | Anthony Hayes | Borbiczki Ferenc |
| idegen / idegen húga | Susie Porter  | Bognár Gyöngyvér |
| helyőrség ügyeletes  | Andreas Sobik | Katona Zoltán    |

## Megjelenés
2021 júniusában a Screen Media Films megszerezte a film amerikai forgalmazási jogait. 2021 júniusában az Altitude Films bejelentette, hogy két ország kivételével a világ összes területén forgalmazza a filmet.

## Fogadtatás
Ausztráliában a film a nyitó hétvégén tíz moziban 2741 dolláros bevételt hozott. A Rotten Tomatoes weboldalon 89%-os értékelést kapott 9 kritika alapján, az átlagos értékelés 6,3/10. A The Guardian kritikusa, Luke Buckmaster 3 ponttal értékelte az ötből. Dicsérte az operatőri munkát és Efron alakítását, de a cselekményt gyengének találta.